# Volandia

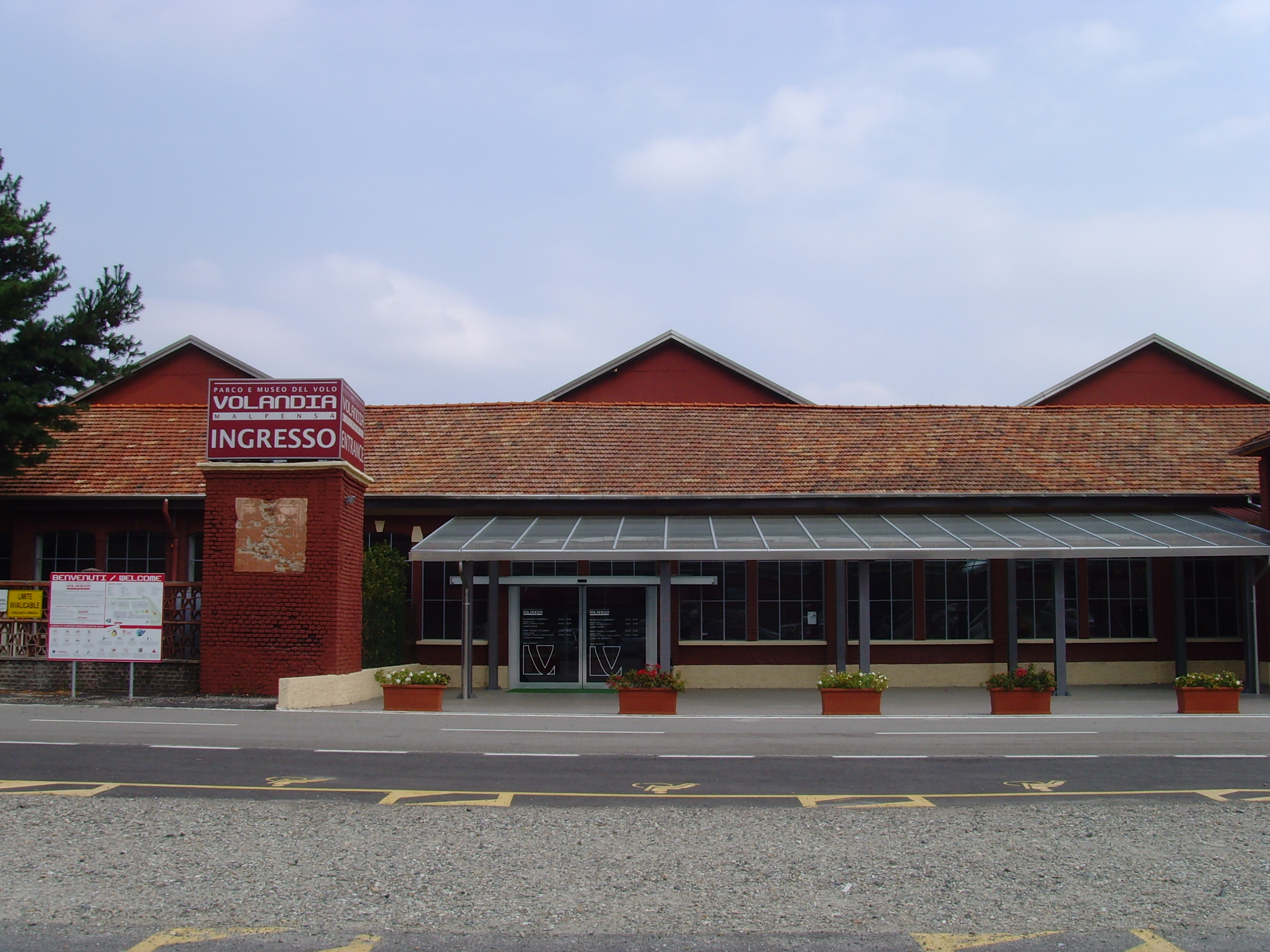
Eingang des Museums

Das Luftfahrtmuseum Volandia ist ein Flugzeugmuseum in Somma Lombardo, Italien. Das Museum am Flughafen von Mailand-Malpensa ist in ehemaligen Caproni-Werkshallen untergebracht und zeigt die Luftfahrtgeschichte Italiens und die Unternehmensgeschichte der Flugzeugbauer Caproni, Agusta, Alenia Aermacchi und SIAI-Marchetti.

## Exponate (Auswahl)

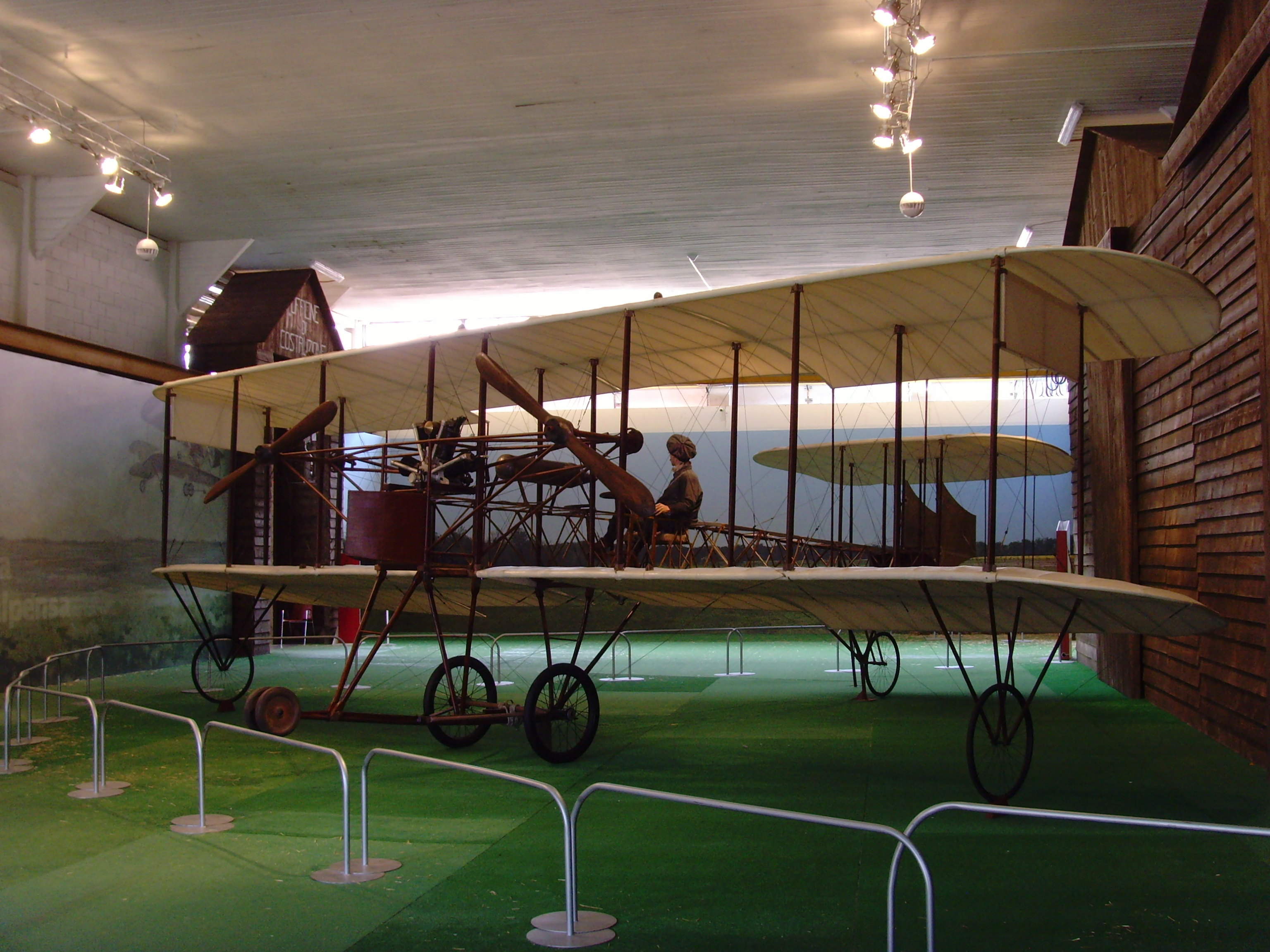
Caproni Ca.1

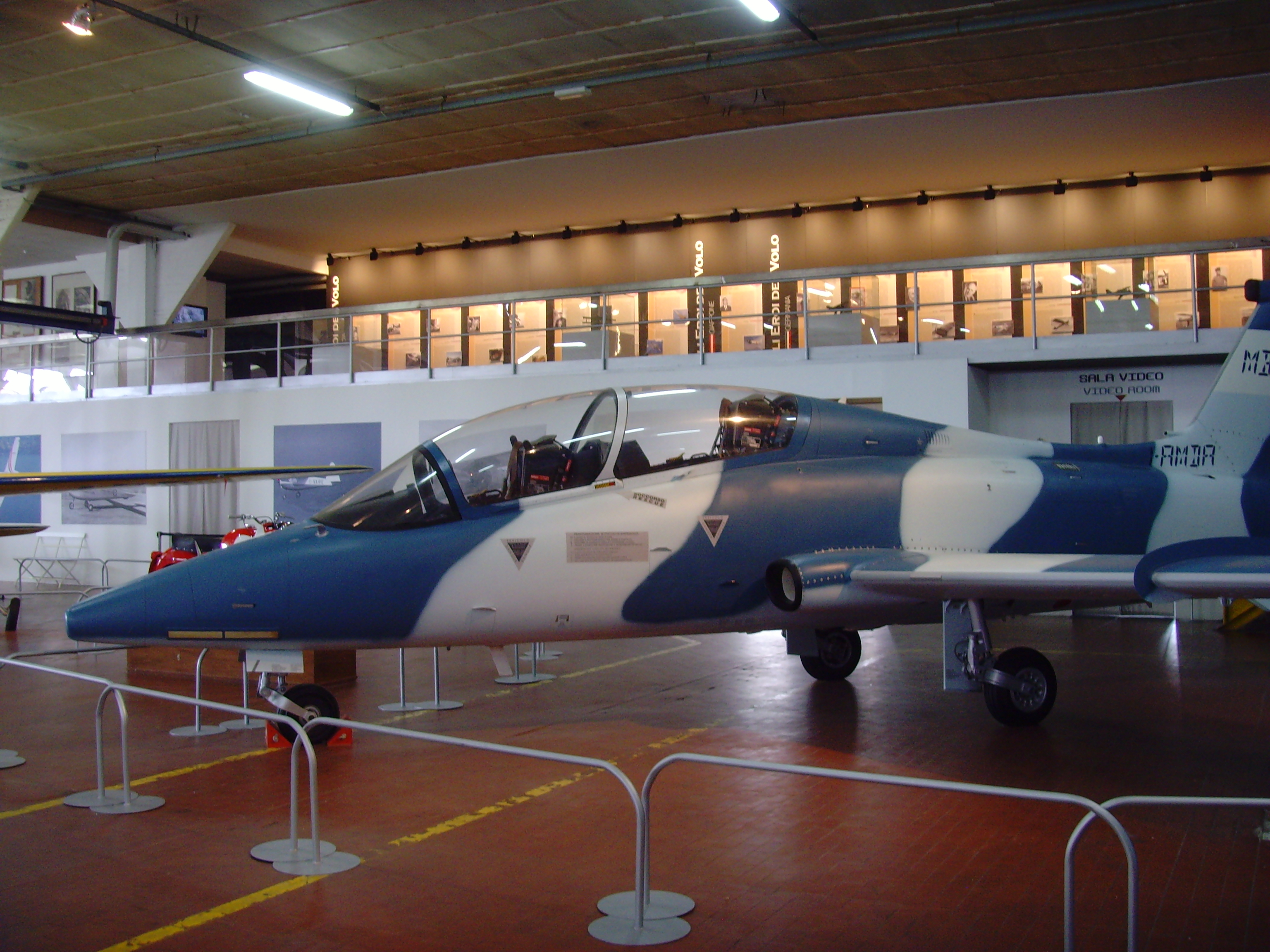
Aermacchi MB.339

### Propellerflugzeuge
- Caproni Ca.1 (das älteste erhaltene italienische Flugzeug von 1910)
- Caproni Ca.18
- Caproni Ca.113
- Douglas DC-3
- Macchi MC.202
- Macchi MC.205
- Savoia-Marchetti SM.79
- SIAI-Marchetti SF.260

### Strahlflugzeuge
- AMX International AMX
- Aermacchi MB-326
- Aermacchi MB-339
- Caproni Vizzola C-22J
- de Havilland DH.100 Vampire
- Douglas DC-9 (ital. Flugbereitschaft)
- SIAI-Marchetti S.211

### Hubschrauber
- Agusta Bell AB-47
- Agusta A109
- AgustaWestland AW139
- Agusta Bell AB-204
- Agusta Bell AB-206
- Boeing-Vertol CH-47
- Sikorsky S-61

### Sonstige
- AgustaWestland AW609
- Flugsimulator Airbus A300
- Flugsimulator Aermacchi MB.339
- Über 1200 Modellflugzeuge